# Club León Balonmano
Ne pas confondre avec le club masculin de handball du Club Balonmano Ademar León.
Le Club León Balonmano, également connu sous les noms de Cleba ou León BM est un club espagnol de handball féminin basé à León (Espagne), dans la province de León, fondé en 1996.

## Palmarès
- vainqueur de la coupe ABF en 2007 et 2012

## Joueuses historiques
- Deonise Cavaleiro
- Fabiana Diniz
- Silvia Pinheiro : de 2005 à 2007 et d'aout à décembre 2010